# Proterotèrids
Els proterotèrids (Proterotheriidae) foren una família de litopterns prehistòrics que visqueren entre el Paleocè inferior i el Plistocè. Se n'han trobat restes fòssils a l'Argentina, Bolívia, Colòmbia, el Perú, Veneçuela i Xile.